# Frère hospitalier
Pour les articles homonymes, voir Hospitalier.
Un frère hospitalier est un membre de l'ordre de Saint-Jean de Jérusalem. Est frère ou sœur de l'Ordre toute personne qui a prononcé les quatre vœux des Hospitaliers : vœu de pauvreté, vœu d'obéissance, vœu de chasteté, les trois vœux traditionnels, auxquels le pape Pascal II ajoute un quatrième, celui d'hospitalité.
Si à l'origine, il n'y avait que des frères ou sœurs hospitaliers aux services de « nos Seigneurs les malades », et quelques frères de métier ou de service, laïques au service de l'Ordre, une première distinction est faite entre les frères servants, sous-entendu « servant les malades », et les frères chapelains. En effet, en 1154 le pape Anastase IV autorise l'ordre à ordonner ses propres prêtres pour le service des âmes des autres frères et sœurs, ainsi que celles des malades. Raymond du Puy va instituer une distinction supplémentaire en ajoutant un cinquième vœu : celui de secours (assistance, secours et défense des pèlerins), en militarisant l'Ordre. C'est ainsi qu'apparaissent les frères combattants ou moines-soldats. Plus tard, les frères de métier ou de service présent aux origines de l'Ordre disparaissent progressivement, devenant des confrères. Ils sont seulement associés à l'Ordre, prêtent serment au commandeur de la maison qui les accueille mais ne prononcent plus les vœux de la règle hospitalière.